# ميرزاقلي بهرام بيغي (باتاوة)
ميرزاقلي بهرام بيغي (بالفارسية: میرزاقلی بهرام بیگی) هي منطقة سكنية تقع في إيران في قسم باتاوة الريفي. يقدر عدد سكانها بـ 101 نسمة بحسب إحصاء 2016.